# ASAYAN
《ASAYAN》은 TV 도쿄에서 1995년 10월 1일부터 2002년 3월 24일까지 방송되었던 TV 프로그램이다. ASAYAN은 방송 기간 동안 여러 오디션을 돌아가며 개최하였으며, 가수, 아이돌 뿐 아니라 댄서, 영화 배우, 카메라맨, 패션 모델, 광고 모델, 패션 디자이너, 심지어 J리거까지 다양한 분야의 오디션을 방영하였다.

## 버라이어티 코너: 1995년 10월 ~ 1996년 4월
초반에는 전신인 아사쿠사바시 영 양품점 후기부터 진행되던 버라이어티 코너가 전반부에 방영되었다.

## 코무로 갸루송 오디션
방송 후반부에 방영되었다. 총 25929명이 응모했으며, 아사미, 타에코, 카바가 최종 합격하여 코무로 패밀리의 일원이 되었으며 dos라는 그룹으로 데뷔했다. 또한 탈락자 위주로 데뷔 후보군인 AIS가 결성되는 등 이 오디션을 통해서 많은 참가자들이 데뷔했으며, ASAYAN은 완전히 서바이벌 프로그램으로 바뀌게 되었다.

## 보컬리스트 오디션
스즈키 아미가 우승하여 데뷔했다. 코무로 테츠야 프로듀스로 데뷔하여 큰 인기를 끌었다.

## 여성 록 보컬리스트 오디션
헤이케 미치요가 우승했으며, 이 오디션의 최종 단계에서 낙선한 5명은 모닝구 무스메 1기로 데뷔했다. 이들은 모두 하로프로의 원년 멤버가 되기도 했다.

## 모닝구 무스메 추가 멤버 선발 오디션
모닝구 무스메 2기부터 5기까지는 이 오디션을 통해 데뷔하게 되었다. 이 중 3기 오디션에서는 코다 쿠미가 참가했으나 탈락했다.

## 남성 보컬리스트 오디션
CHEMISTRY와 pool bit boys가 최종 우승자가 되었다. EXILE의 NESMITH와 ATSUSHI도 이 오디션 참가자였다.

## 난발 오디션: 1996년 1월 ~ 1996년 4월
훗날 m.o.v.e로 데뷔하게 되는 마스다 유리가 1월 오디션에 참가했으나 탈락했다. 이 오디션은 한 달에 한 번씩 열렸는데 1월에는 합격자가 없었다.

## 재기를 노리는 예능인 오디션: 1998년 5월 ~ 1998년 9월
우승자는 1998년 10월에 코무로의 프로듀스 하에 재데뷔가 확정되고 중화권을 대상으로 한 CM 타이업, 그리고 미국 진출까지 하기로 되어 있었다. 그러나 이 오디션을 지원했던 해외의 담배 회사가 아시아 경제 위기에 따라 아시아 진출을 포기하면서 우승자 없이 오디션이 끝나고 말았다. 스즈키 사치코, 엔젤 리 등이 참여했다.

## 하마사키 아유미백댄서 오디션
전 AAA 멤버인 우라타 나오야가 우승했다. 카토 미리야도 이 오디션 참가자였다.

## 하로프로 레귤러 프로그램: 1998년 ~ 2000년
헬로! 프로젝트 조직 이후 하로프로를 홍보하는 역할도 했는데, 2000년부터는 하로모니에서 이 역할을 맡게 되었다. 예능인 신유닛 오디션 우승자들이 결성한 유닛인 타이요토시스코문도 하로프로 멤버였다.

## 남자 고교생 파리 컬렉션 모델 오디션
유게 토모히사가 이 오디션에 참가했으나 탈락했다.

## 한일 아이돌 오디션: 2002년
가장 마지막으로 열린 오디션으로, 2002 월드컵을 기념하여 방송되었다. 수영과 타카하시 마리나가 합격하여 Route0(루트영)이라는 유닛으로 활동하게 되었다. 이연희도 이 오디션에 참가했으나 결승에서 탈락했다.